# Mahé Drysdale
Alexander Mahé Owens Drysdale, MNZM (* 19. November 1978 in Melbourne, Australien) ist ein ehemaliger neuseeländischer Ruderer. Er wurde von 2005 bis 2009 viermal in Folge und 2011 ein weiteres Mal Weltmeister im Einerrudern. Bei den Olympischen Spielen 2012 in London und den Olympischen Sommerspielen 2016 in Rio de Janeiro errang er die Goldmedaille im Einer, nachdem er 2008 bereits die Bronzemedaille in dieser Wettbewerbsklasse gewonnen hatte.

## Karriere
Drysdale nahm 2002 als Riemenruderer erstmals am Ruder-Weltcup teil. Bei den Olympischen Sommerspielen 2004 in Athen erreichte er mit dem neuseeländischen Vierer ohne Steuermann den fünften Platz. Daraufhin wechselte er zum Einer und gewann bei den Weltmeisterschaften 2005 in Gifu die Goldmedaille, trotz einer Verletzung, die er sich wenige Monate zuvor bei einer Kollision mit einem Wasserskifahrer zugezogen hatte. Bei den Weltmeisterschaften 2006 auf dem Dorney Lake bei Eton folgte der zweite Weltmeistertitel mit neuer Weltbestzeit.
2007 gewann Drysdale auf der Regattastrecke Oberschleißheim den dritten Weltmeistertitel in Folge und schien für die Olympischen Sommerspiele 2008 in Peking gesetzt. Doch dann wurde er vom Olympiasieger im Einer von 2000 Rob Waddell, der in der Zwischenzeit zurückgetreten war und als Segler zweimal am America’s Cup teilgenommen hatte, in einem Vereinsrennen überraschend geschlagen. Es entwickelte sich ein Wettstreit um die Olympiaqualifikation für den Platz im Einer, den Drysdale im März 2008 mit 2:1 Siegen für sich entschied. Zum olympischen Rennen in Peking am 16. August 2008 trat Drysdale geschwächt an, da er zuvor an einem Magen-Darm-Infekt gelitten hatte. Er konnte seiner Favoritenrolle nicht gerecht werden und gewann die Bronzemedaille hinter Olaf Tufte, der seinen Olympiasieg von 2004 wiederholte, und dem Tschechen Ondřej Synek. Bei der Eröffnungsfeier der Olympischen Spiele 2008 war Drysdale der Fahnenträger der neuseeländischen Olympiamannschaft.
Das Duell zwischen Drysdale und Synek entwickelte sich danach zu einem Dauerbrenner. Bei den Weltmeisterschaften 2009 in Posen folgte Drysdales vierter Weltmeistertitel in Folge, mit 6:33,35 Minuten erneut in neuer Weltbestzeit. Synek schlug Drysdale dann erstmals bei den Weltmeisterschaften in dessen Heimatland, aber schon 2011 wurde Drysdale erneut Weltmeister und bei den Olympischen Sommerspielen 2012 gewann er als Favorit ebenfalls die Goldmedaille. Die nacholympischen Saison 2013, in der er kaum trainierte, schloss er mit dem Ausscheiden im Viertelfinale der Ruder-Weltmeisterschaften in Südkorea ab. Er stieg danach wieder ein und gewann bei den Weltmeisterschaften 2014 und 2015 jeweils die Silbermedaille hinter dem Synek, der damit alle Weltmeistertitel im Einer des Olympiazyklus gewonnen hatte. Bei den Olympischen Sommerspielen 2016 in Rio de Janeiro holte Drysdale nach einem Fotofinish mit dem Kroaten Damir Martin, der zeitgleich mit ihm gewertet wurde, und dem drittplatzierten Synek ebenfalls Gold. 2017 legte er ein Jahr Pause vom Rudersport ein. Sein Plan war es gewesen nach den Olympischen Spielen 2020 zurückzutreten. Durch die COVID-19-Pandemie verzögerte sich das aber. 2020, während die Spiele ursprünglich stattfinden sollten, zog er sich eine Rückenverletzung zu, die ihn fünf Monate lang von seinem eigentlichen Trainingsplan abhielt. Da er sich schließlich nicht für die Olympischen Spiele qualifiziert hatte, gab er ihm Juni 2021 seinem Rücktritt vom Leistungssport bekannt. 2022 wurde er mit der Thomas-Keller-Medaille ausgezeichnet.

## Privates
Der in Australien geborene Drysdale wuchs in Tauranga auf. Als er an der University of Auckland Buchhaltung und Wirtschaftsrecht studierte, begann er im relativ fortgeschrittenen Alter von 18 Jahren mit dem Rudern. Aufgrund der Doppelbelastung von Studium und Teilzeitarbeit als Insolvenzberater bei einer australischen Wirtschaftsprüfungsgesellschaft ruderte er zunächst nur wenig. Nachdem er jedoch im Jahr 2000 den Olympiasieg von Rob Waddell im Fernsehen mitverfolgt hatte, beschloss er, ein gezieltes Training aufzunehmen. 2001 wurde er nach Studienabschluss professioneller Ruderer.
Drysdale ist mit der ehemaligen Ruderin Juliette Haigh seit 2013 verheiratet. Das Paar hat eine im Oktober 2014 geborene Tochter.